# Distretto di Qusar
Il distretto di Qusar (in azero: Qusar rayonu) è un distretto dell'Azerbaigian. Il capoluogo del distretto è Qusar.

## Città e villaggi
Ci sono 1 città, 1 insediamento, rispettivamente Samur e Qusar, e 88 villaggi nel distretto.
- Anig
- Laza
- Gusar
- Uzdenoba
- Gyunduzkala
- Duztahir
- Zindanmurug
- Suvadzhal
- Hiloba
- Urva
- Chilegir
- Yukhary Leger
- Xuluq